# 2013-as Honda Grand Prix of St. Petersburg
A 2013-as Honda Grand Prix of St. Petersburg volt a 2013-as IndyCar Series szezon első futama.

## Eredmények

### Időmérő
| Pozíció                   | #  | Pilóta              | Csoport | Első forduló | Második forduló | Harmadik forduló |
| ------------------------- | -- | ------------------- | ------- | ------------ | --------------- | ---------------- |
| 1                         | 12 | Will Power          | 2       | 1.01.4041    | 1.01.3034       | 1.01.2070        |
| 2                         | 14 | Szató Takuma        | 2       | 1.01.4485    | 1.01.3989       | 1.01.5776        |
| 3                         | 78 | Simona de Silvestro | 2       | 1.01.8699    | 1.01.4017       | 1.01.7670        |
| 4                         | 27 | James Hinchcliffe   | 1       | 1.01.7790    | 1.01.6343       | 1.01.8229        |
| 5                         | 3  | Helio Castroneves   | 1       | 1.01.4041    | 1.01.4044       | 1.01.5127        |
| 6                         | 55 | Tristan Vautier (R) | 2       | 1.02.0138    | 1.01.6631       | 1.02.0645        |
| 7                         | 25 | Marco Andretti      | 2       | 1.02.1560    | 1.01.6883       |                  |
| 8                         | 1  | Ryan Hunter-Reay    | 1       | 1.01.8927    | 1.01.7339       |                  |
| 9                         | 6  | Sebastian Saavedra  | 1       | 1.01.7530    | 1.01.7944       |                  |
| 10                        | 10 | Dario Franchitti    | 2       | 1.01.9172    | 1.01.8150       |                  |
| 11                        | 11 | Tony Kanaan         | 2       | 1.01.7760    | 1.01.9139       |                  |
| 12                        | 22 | Oriol Servià        | 1       | 1.01.9494    | 1.02.1483       |                  |
| 13                        | 19 | Justin Wilson       | 1       | 1.02.1777    |                 |                  |
| 14                        | 83 | Charlie Kimball     | 2       | 1.02.1198    |                 |                  |
| 15                        | 15 | Graham Rahal        | 1       | 1.02.2709    |                 |                  |
| 16                        | 67 | Josef Newgarden     | 2       | 1.02.1592    |                 |                  |
| 17                        | 98 | Alex Tagliani       | 1       | 1.02.3328    |                 |                  |
| 18                        | 16 | James Jakes         | 2       | 1.02.1658    |                 |                  |
| 19                        | 77 | Simon Pagenaud      | 1       | 1.02.4736    |                 |                  |
| 20                        | 9  | Scott Dixon         | 2       | 1.02.1715    |                 |                  |
| 21                        | 7  | Sebastian Bourdais  | 1       | 1.02.6537    |                 |                  |
| 22                        | 5  | E. J. Viso          | 2       | 1.02.1986    |                 |                  |
| 23                        | 20 | Ed Carpenter        | 1       | 1.02.6634    |                 |                  |
| 24                        | 4  | J. R. Hildebrand    | 2       | 1.02.3179    |                 |                  |
| 25                        | 18 | Ana Beatriz         | 2       | 1.03.2551    |                 |                  |
| KVALIFIKÁCIÓ VÉGEREDMÉNYE |    |                     |         |              |                 |                  |

### Rajtfelállás
| Rajtsor | Belső ív | Belső ív            | Külső ív | Külső ív            |
| ------- | -------- | ------------------- | -------- | ------------------- |
| 1       | 12       | Will Power          | 14       | Szató Takuma        |
| 2       | 78       | Simona de Silvestro | 27       | James Hinchcliffe   |
| 3       | 3        | Helio Castroneves   | 55       | Tristan Vautier (R) |
| 4       | 25       | Marco Andretti      | 1        | Ryan Hunter-Reay    |
| 5       | 6        | Sebastian Saavedra  | 10       | Dario Franchitti    |
| 6       | 11       | Tony Kanaan         | 22       | Oriol Servià        |
| 7       | 19       | Justin Wilson       | 83       | Charlie Kimball     |
| 8       | 15       | Graham Rahal        | 67       | Josef Newgarden     |
| 9       | 98       | Alex Tagliani       | 16       | James Jakes         |
| 10      | 77       | Simon Pagenaud      | 9        | Scott Dixon         |
| 11      | 7        | Sebastian Bourdais  | 5        | E. J. Viso          |
| 12      | 20       | Ed Carpenter        | 4        | J. R. Hildebrand    |
| 13      | 18       | Ana Beatriz         |          |                     |

### Verseny
| Pozíció              | #  | Pilóta              | Csapat                           | Motor     | Futott kör | Idő/Kiesés oka | Pit kiállások | Rajthely | Élen töltött körök száma | Pont |
| -------------------- | -- | ------------------- | -------------------------------- | --------- | ---------- | -------------- | ------------- | -------- | ------------------------ | ---- |
| 1                    | 27 | James Hinchcliffe   | Andretti Autosport               | Chevrolet | 110        | 2:22:12:5502   | 3             | 4        | 26                       | 51   |
| 2                    | 3  | Helio Castroneves   | Team Penske                      | Chevrolet | 110        | +1.0982        | 3             | 5        | 42                       | 43   |
| 3                    | 25 | Marco Andretti      | Andretti Autosport               | Chevrolet | 110        | +16.3664       | 3             | 7        |                          | 35   |
| 4                    | 11 | Tony Kanaan         | KV Racing Technology             | Chevrolet | 110        | +19.6083       | 3             | 11       |                          | 32   |
| 5                    | 9  | Scott Dixon         | Chip Ganassi Racing              | Honda     | 110        | +20.7627       | 3             | 20       |                          | 30   |
| 6                    | 78 | Simona de Silvestro | KV Racing Technology             | Chevrolet | 110        | +20.7890       | 3             | 3        |                          | 28   |
| 7                    | 5  | E. J. Viso          | Andretti Autosport               | Chevrolet | 110        | +20.8229       | 3             | 22       |                          | 26   |
| 8                    | 14 | Szató Takuma        | A. J. Foyt Enterprises           | Honda     | 110        | +21.1878       | 5             | 2        |                          | 24   |
| 9                    | 19 | Justin Wilson       | Dale Coyne Racing                | Honda     | 110        | +21.6832       | 3             | 13       |                          | 22   |
| 10                   | 98 | Alex Tagliani       | Barracuda Racing                 | Honda     | 110        | +22.5569       | 3             | 17       |                          | 20   |
| 11                   | 7  | Sebastian Bourdais  | Dragon Racing                    | Chevrolet | 110        | +22.7354       | 4             | 21       |                          | 19   |
| 12                   | 83 | Charlie Kimball     | Chip Ganassi Racing              | Honda     | 110        | +24.5429       | 6             | 14       |                          | 18   |
| 13                   | 15 | Graham Rahal        | Rahal Letterman Lanigan Racing   | Honda     | 110        | +37.5324       | 6             | 15       |                          | 17   |
| 14                   | 20 | Ed Carpenter        | Ed Carpenter Racing              | Chevrolet | 110        | +45.2054       | 7             | 23       |                          | 16   |
| 15                   | 16 | James Jakes         | Rahal Letterman Lanigan Racing   | Honda     | 110        | +45.7793       | 6             | 18       |                          | 15   |
| 16                   | 12 | Will Power          | Team Penske                      | Chevrolet | 107        | +3 Kör         | 6             | 1        | 26                       | 16   |
| 17                   | 22 | Oriol Servià        | Panther Dreyer & Reinbold Racing | Chevrolet | 104        | +6 Kör         | 5             | 12       | 16                       | 14   |
| 18                   | 1  | Ryan Hunter-Reay    | Andretti Autosport               | Chevrolet | 79         | Gázpedál       | 4             | 8        |                          | 12   |
| 19                   | 4  | J. R. Hildebrand    | Panther Racing                   | Chevrolet | 78         | Baleset        | 4             | 24       |                          | 11   |
| 20                   | 6  | Sebastian Saavedra  | Dragon Racing                    | Chevrolet | 72         | Baleset        | 3             | 9        |                          | 10   |
| 21                   | 55 | Tristan Vautier     | Schmidt Peterson Motorsports     | Honda     | 69         | Kipufogó       | 2             | 6        |                          | 9    |
| 22                   | 18 | Ana Beatriz         | Dale Coyne Racing                | Honda     | 55         | Kipufogó       | 5             | 25       |                          | 8    |
| 23                   | 67 | Josef Newgarden     | Sarah Fisher Hartman Racing      | Honda     | 50         | Váltó          | 2             | 16       |                          | 7    |
| 24                   | 77 | Simon Pagenaud      | Schmidt Hamilton Motorsports     | Honda     | 26         | Kipufogó       | 1             | 19       |                          | 6    |
| 25                   | 10 | Dario Franchitti    | Chip Ganassi Racing              | Honda     | 18         | Baleset        | 1             | 10       |                          | 5    |
| VERSENY VÉGEREDMÉNYE |    |                     |                                  |           |            |                |               |          |                          |      |

### Verseny statisztikák
A verseny alatt 4-szer változott az élen álló személye 4 versenyző között.
| Változás az élen | Változás az élen  |
| Kör              | Élen              |
| ---------------- | ----------------- |
| 27               | Hélio Castroneves |
| 46               | Oriol Servià      |
| 62               | Hélio Castroneves |
| 85               | James Hinchcliffe |

| Élen töltött körök száma | Élen töltött körök száma      |
| Körök                    | Versenyző                     |
| ------------------------ | ----------------------------- |
| 42                       | Hélio Castroneves             |
| 26                       | James Hinchcliffe, Will Power |
| 16                       | Oriol Servià                  |

| Sárga zászlók: 4 alkalommal összesen 29 körön át | Sárga zászlók: 4 alkalommal összesen 29 körön át |
| Körök                                            | Ok                                               |
| ------------------------------------------------ | ------------------------------------------------ |
| 20-25                                            | #10-es autó balesete a 8-as kanyarban            |
| 28-31                                            | #4-es és #6-os autó balesete a 10-es kanyarban   |
| 45-53                                            | Törmelék a 14-es kanyarban                       |
| 74-83                                            | #6-os autó balesete a 10-es kanyarban            |